# Praelongorthezia chisosi
Praelongorthezia chisosi är en insektsart som först beskrevs av Morrison 1952.  Praelongorthezia chisosi ingår i släktet Praelongorthezia och familjen vaxsköldlöss. Inga underarter finns listade i Catalogue of Life.